# 肖和联
肖和联（1951年—），四川资中人，汉族，中华人民共和国政治人物、第十一届全国人民代表大会四川地区代表。
毕业于成都体育学院体育专业。加入民进。担任四川省内江市副市长、民进内江市委主委。2008年起担任全国人大代表。